# Eine Reise mit der Liebe und dem Tod
Eine Reise mit der Liebe und dem Tod ist ein US-amerikanischer Liebesfilm des Regisseurs John Huston aus dem Jahr 1969. Das Drehbuch basiert auf dem gleichnamigen Roman von Hans Koningsberger, der 1961 veröffentlicht wurde.

## Handlung
Frankreich zur Zeit des Hundertjährigen Krieges. Der junge unternehmungslustige Heron de Fois verlässt die Universität in Paris. Auf seiner Reise durch Frankreich gerät er in die Wirren des Krieges. Heron wird Zeuge erbitterter Kämpfe zwischen Franzosen und Engländern. Er bekommt mit, wie Bauern gegen ihre Gutsherren aufbegehren.
Heron lernt Claudia kennen, die Tochter eines wohlhabenden Gutsherren, dessen Besitz von revoltierenden Bauern gestürmt wurde. Heron bringt Claudia zu ihrem Onkel Robert dem Älteren. Der Adelige hat sich auf die Seite der Bauern geschlagen. Claudia will Rache nehmen, doch Heron, Zeuge von Tod und Zerstörung, will Frieden. Die beiden reisen weiter.
Unterwegs suchen sie Schutz in einem Kloster, das von Soldaten bedroht wird. Die Mönche ergreifen die Flucht, doch Heron und Claudia halten eine Hochzeitszeremonie für sich selber ab. Danach ergeben sie sich in ihr Schicksal.

## Kritiken
Das Lexikon des internationalen Films sah die Produktion als „atmosphärisch dichter Bilderbogen der Grausamkeiten und Mißstände einer vergangenen Zeit, durchdrungen von romantisch-schwermütiger Resignation. Hollywood-Altmeister John Huston variiert sein altes Thema vom würdevollen Untergang des Individualisten.“
Die Filmzeitschrift Cinema schrieb: „Starke Momente, interessante Schlachten, aber langatmig.“

## Hintergrund
Die Uraufführung fand am 5. Oktober 1969 statt. In Deutschland erschien der Film erstmals am 9. Februar 1976 als TV-Premiere des Senders ZDF.
Gefilmt wurde die Produktion der 20th Century Fox in Italien und Österreich, hier insbesondere auf der Burg Liechtenstein in Maria Enzersdorf, Niederösterreich, sowie in der Grünangerkirche in Neuberg an der Mürz.
Sowohl John Hustons Tochter Anjelica als auch der Israeli Assi Dayan, Sohn von Mosche Dajan, des damaligen Verteidigungsministers Israels, gaben ihre Filmdebüts.